# Dorin Sarafoleanu
Dorin Sarafoleanu (n. 9 februarie 1936, Ghizela (maghiară Gizellafalva, germană Giseladorf), com.Ghizela, Timiș) este un medic și profesor universitar român, specialist în domeniul otorinolaringologiei. A fost deputat în legislatura 1990-1992 în perioada 18 iunie 1990 - 13 septembrie 1990, ales în municipiul București pe listele partidului FSN. Deputatul Dorin Sarafoleanu a demisionat și a fost înlocuit de către deputatul Mircea Pavlu.